# Villar de Canes
Villar de Canes är en ort i Spanien.   Den ligger i provinsen Província de Castelló och regionen Valencia, i den östra delen av landet, 300 km öster om huvudstaden Madrid. Villar de Canes ligger 671 meter över havet och antalet invånare är 188.
Terrängen runt Villar de Canes är kuperad. Runt Villar de Canes är det glesbefolkat, med 11 invånare per kvadratkilometer. Närmaste större samhälle är Benasal, 6,6 km väster om Villar de Canes. 